# The Suffering
The Suffering ist ein von der US-amerikanischen Firma Surreal Software für PlayStation 2, Xbox sowie Windows entwickeltes Survival-Horror-Computerspiel. Es wurde von Midway Games im Jahr 2004 veröffentlicht. Das Spiel kann wahlweise aus zwei verschiedenen Ansichten gespielt werden, aus der Egoperspektive oder der Third-Person-Perspektive, wobei letztere die Standardeinstellung darstellt. 2005 folgte die Fortsetzung The Suffering: Ties That Bind.

## Handlung

### Handlungsverlauf
Die Geschichte spielt auf der Gefängnisinsel Carnate Island (die vom Aufbau und der Geschichte stark an die Gefängnisinsel Alcatraz erinnert), auf der hauptsächlich Schwerverbrecher einsitzen. Torque, dessen Rolle der Spieler übernimmt, wird zu Beginn des Spiels im Todestrakt eingeliefert, weil er seine Familie ermordet haben soll. Kurz nachdem er seine Zelle betreten hat, bebt die Erde. Das Licht fällt aus und Todesschreie hallen durch die dunklen Gänge. Torques Zellentür wird von einem unbekannten Wesen aufgesprengt, sodass der Weg für seine Flucht frei wird. Es stellt sich heraus, dass die Insel von alptraumhaften Kreaturen überrannt wurde, die meistens Personifikationen verschiedener Hinrichtungsarten darstellen. Torque weiß nicht, was Realität und was Wahn ist, versucht jedoch alles, um von der Insel zu fliehen. In verschiedenen Visionen werden allmählich Details seines Familiendramas enthüllt, das zu seiner Verurteilung führte. In der Rolle von Torque hat der Spieler in zahlreichen Schlüsselszenen die Freiheit, sich für das Gute oder das Böse zu entscheiden, beispielsweise wenn ihn ein anderer Überlebender um Hilfe bittet. Die Art, wie sich der Spieler in diesen Szenen verhält, wirkt sich auf den Fortgang und das Ende der Geschichte aus.

### Charaktere
Torque begegnet auf seiner blutigen Flucht unter anderem folgenden, in die Handlung einbezogenen Personen:
- Dr. Killjoy

Der Geist eines Arztes, der um die Jahrhundertwende eine psychiatrische Klinik auf Carnate Island leitete und grausame Experimente durchführte. Er erscheint als schwarzweiße Filmprojektion auf den Wänden. Für ihn stellt Torque ein besonders interessantes Subjekt dar, und er bietet ihm an, bei seiner Rehabilitation behilflich zu sein. Dieser Vorgang werde jedoch „schmerzhaft“ sein, wie er betont.
- Der Elektro-Mann (aka Horace)

Ein Wesen, welches sich hauptsächlich durch Stromleitungen fortbewegt, und das Torque am meisten zugeneigt ist. Es entspricht einem auf dem elektrischen Stuhl hingerichteten Gefangen, der während seiner Besuchszeit seine Frau zerstückelt hat, weil er dachte, sie könne ohne ihn da draußen nicht mehr überleben.
- Das Gaswesen (aka Hermes Haight)

Ein Wesen aus Giftgas. Torque bekommt das erste Mal mit ihm zu tun, als er den Nebenraum der Gaskammer betritt, und miterlebt, wie ein Wächter, gefesselt und eingesperrt in der Gaskammer zu Tode kommt. Das Gaswesen stellt Hermes Haight, den ehemaligen Leiter des Gefängnisses dar, der nach vielen, von ihm veranlassten Hinrichtungen, selbst in die Gaskammer stieg. Er mag Torque wegen der angeblichen Ähnlichkeiten, die sie hätten. Er versucht Torque auf der Insel festzuhalten.

### Hinrichtungen
Der Spieler erlebt im Spiel unterschiedliche Exekutionsarten mit. Dazu gehört das Töten durch die Giftspritze, Vergasung, Erschießung, Hängen und das Pfählen von Menschen. In der Regel wird dies relativ ausführlich dargestellt. Die Handlung thematisiert dabei die Unmenschlichkeit der Todesstrafe und das Thema staatlich autorisierter Gewalt allgemein. In der Vergangenheit von Carnate Island spielten auch Sklaverei, Kriegsgefangenschaft und Gewalt in der Psychiatrie eine Rolle.

## Spielprinzip
In The Suffering lenkt der Spieler den Hauptcharakter durch eine 3D-Welt. Man muss den Weg aus einem Gefängniskomplex in die Freiheit finden und sich dabei gegen verschiedene Monster zur Wehr setzen. Das geschieht mit Hilfe diverser Handfeuerwaffen, aber auch Blankwaffen können genutzt werden. Ab einem bestimmten Zeitpunkt im Spiel ist es dem Spieler möglich, sich für kurze Zeit ebenfalls in ein Monster zu verwandeln. Als solches kann man seine Gegner mit bloßen Händen töten. Hauptziel ist es, von der Gefängnisinsel zu fliehen, auf der man im Spiel festsitzt.

## Veröffentlichung
Die deutsche Fassung von The Suffering wurde zensiert. So kann man in der deutschen Version keine Körperteile mehr von seinen Gegnern abtrennen und es ist weniger Blut zu sehen. Des Weiteren wurden in Zwischensequenzen bestimmte Stellen ausgeblendet, in denen Tötungsakte in Nahaufnahme zu sehen wären. Dies erschwert an vielen Stellen das Verständnis der Handlung, vereinfacht jedoch auch das Spiel, da bei bestimmten Gegnertypen der Kopf abgetrennt werden muss, damit der ausgeschaltete Gegner nicht wieder aufsteht, was in der deutschen Version völlig entfällt.
Im September 2008 gab Publisher Midway die Vollversion des Spiels kostenlos zum Download frei. Im Mai 2009 erwarb Warner Bros. Interactive Entertainment die Markenrechte.
Im September 2017 veröffentlichte Warner Bros. Interactive Entertainment beide Suffering-Teile exklusiv auf der digitalen Vertriebsplattform GOG.com. Somit ist The Suffering erstmals nach Jahren wieder offiziell erhältlich.

## Rezeption
The Suffering erhielt zumeist positive Kritiken (Metacritic: 80 von 100 (Win)/77 (PS2)/77 (Xbox)). Das Spiel verkaufte sich rund 1,5 Millionen Mal.

## Verfilmung
MTV Films gab 2005 die Akquisition einer Option auf den Erwerb der Filmrechte des Action-Horror-Videospiels bekannt. In Zusammenarbeit mit Stan Winston († 2008) und Brian Gilbert von Stan Winston Production sowie Jason Lust und Rick Jacobs von Circle of Confusion arbeitete MTV Films an der Entwicklung der Lizenz zu einem Spielfilm. Die Story sollte die Geschichte des Gefangenen Torque erzählen, der für einen Mord zum Tode verurteilt wurde, von dem nicht klar ist, ob er ihn begangen hat. Das geplante Projekt wurde mittlerweile eingestellt.